# 17 лютого
17 лютого — 48-й день року у григоріанському календарі. До кінця року залишається 317 днів (318 у високосні роки).

## Свята і пам'ятні дні

### Міжнародні
- Міжнародний День спонтанного прояву доброти.
- Міжнародний день кота (ITA, POL)

### Релігійні

#### Християнство
- День Святого Благовірного Ромейського Імператора Маркіана I.

Православ'я:
- Великомученика Федора Тирона.
- Преподобного Федора, мовчальника Києво-Печерського, в Дальніх печерах.
- Праведної Маріамни, сестри апостола Филипа.
- Знайдення мощей мученика Мини Калікелада.

### Іменини
✝  Католицькі:
✙ Православні: Федір.

## Події
- 1720 — кінець війни четверного альянсу: відмова Іспанії від територіальних домагань в Італії; Савойський дім отримує Сардинське королівство.
- 1753 — Швеція перейшла з юліанського на григоріанський календар.
- 1795 — у Великій Британії викопали картоплину вагою майже 8,5 кг.
- 1815 — відновленням довоєнного стану закінчилася Англо-американська війна («друга війна за незалежність»).
- 1852 — для публіки вперше відкриті художні зібрання петербурзького Ермітажу.
- 1863 — у Женеві засновано Міжнародний комітет допомоги пораненим, що згодом став Міжнародним комітетом Червоного Хреста.
- 1876 — Джуліус Вольф з Істпорта (штат Мен, США) виготовив перші консерви із сардинами.
- 1904 — прем'єра опери Джакомо Пуччіні «Мадам Баттерфляй» у міланському театрі «Ла Скала». Прем'єра провалилася. Успіх прийшов у наступній постановці на сцені театру «Ґранде» в Брешії, коли головну роль виконала С. Крушельницька.
- 1919 — Директорія УНР звернулася по допомогу в боротьбі з більшовиками до Антанти і США.
- 1933 — вийшов перший номер щотижневого американського журналу «Ньюсвік».
- 1938 — на Соловецьких островах під час Великого терору в СРСР вчинено масовий розстріл в'язнів Соловецької тюрми (страчено майже 200 осіб упродовж однієї доби).
- 1947 — «Голос Америки», заснована в 1942 році для роз'яснення американської політики і підняття морального духу її союзників у Європі, Азії та Африці, провела свою першу радіотрансляцію російською мовою на Радянський Союз.
- 1955 — Одеська кінофабрика перетворена в Одеську кіностудію художніх фільмів
- 1962 — катастрофічна повінь внаслідок шторму в басейні нижньої Ельби та у всьому північно-морському узбережжі Німеччини. В одному лише Гамбурзі загинуло 314 осіб.
- 1972 — гурт «Pink Floyd» завершив своє турне по Англії із прем'єрою нової програми «Eclipse», яка через рік перетвориться на їхню найвідомішу платівку «The Dark Side of the Moon».
- 1992 — перші арешти в операції італійських правоохоронних органів «Чисті руки», спрямованої проти мафії.
- 1999 — Ратифікація Договіру про дружбу, співробітництво і партнерство між Україною і Російською Федерацією 1997 року.
- 1999 — Верховна Рада України дала дозвіл на притягнення до кримінальної відповідальності та арешт Павла Лазаренка.
- 2008 — Косово проголосило незалежність від Сербії. До кінця року його визнали 69 держав.
- 2011 — почалися збройні заворушення в Лівії.
- 2015 — генеральна прокуратура України відмовила уряду Грузії в екстрадиції екс-президента Грузії Міхеїла Саакашвілі.
- 2015 — Війна на сході України: в Дебальцевому відбулися жорстокі вуличні бої. Частину міста захопили російсько-терористичні війська.
- 2015 — Євросоюз уперше з початку російсько-української війни офіційно визнав участь військ РФ в конфлікті.

## Народились
Дивись також Категорія:Народились 17 лютого
- 1201 — Насир ад-Дін ат-Тусі, азербайджанський учений-енциклопедист.
- 1444 — Рудольф Агрікола, нідерландський філософ і музикант, представник раннього німецького гуманізму.
- 1723 — Тобіас Йоганн Маєр, німецький астроном і картограф.
- 1820 — Анрі В'єтан, бельгійський скрипаль, композитор і педагог.
- 1837 — П'єр Огюст Кот, французький художник, представник академізму.
- 1859 — Микола Гамалія, український мікробіолог і епідеміолог.
- 1867 — Петро Шмідт, український військовик-моряк, один з керівників Севастопольського збройного повстання 1905, відомий як лейтенант Шмідт.
- 1874 — Томас Вотсон, американський промисловець, який заснував фірму IBM.Кардинал Йосип Сліпий, 18 жовтня 1968
- 1892 — Йосип Сліпий, Патріарх Української греко-католицької церкви (помер у Римі у 1984).
- 1908 — Олекса Влизько, український поет, прозаїк, розстріляний у грудні 1934 року.
- 1943 — Раїса Недашківська, українська акторка театру та кіно (к/ф «Комісар», «Роксолана»).
- 1954 — Рене Руссо, американська кіноактриса («Афера Томаса Крауна», «Гроші для двох», «Смертельна зброя»).
- 1957 — Лоріна МакКенніт, канадська співачка.
- 1963 — Майкл Джордан, американський баскетболіст, двократний олімпійський чемпіон.
- 1971 — Деніз Річардс, американська кіноактриса («І цілого світу мало», «Зоряний десант»).
- 1981 — Періс Гілтон, американська акторка й фотомодель, колишня спадкоємиця імперії «Hilton Place».
- 1988 — Василь Ломаченко, український боксер, дворазовий олімпійський чемпіон.

## Померли

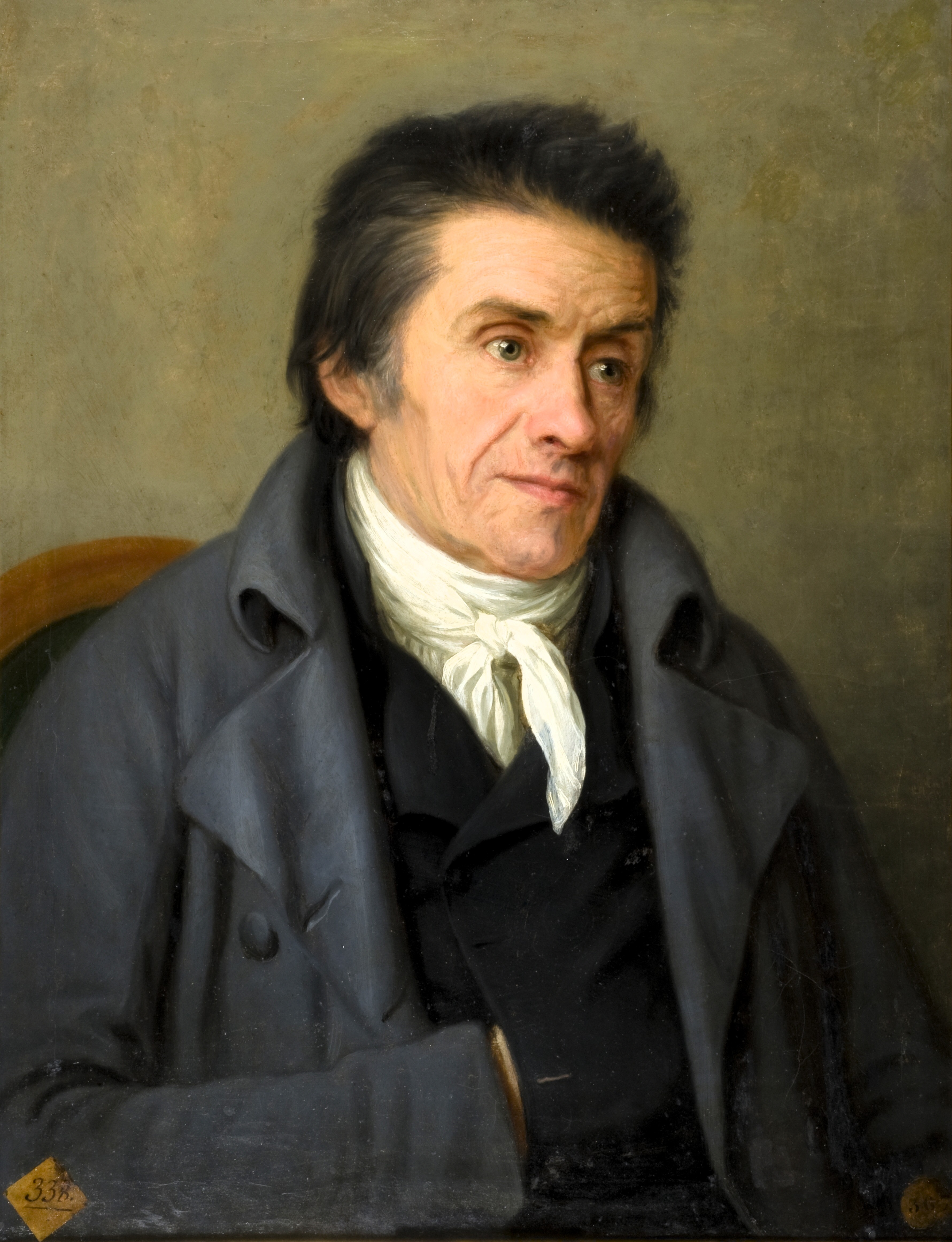
Йоганн Песталоцці

Дивись також Категорія:Померли 17 лютого
- 440 — Месроп Маштоц, вірменський місіонер і просвітитель.
- 647 — Сондок, перша в історії Кореї правляча королева.
- 1554 — Джуліано Буджаріні, італійський художник епохи Відродження. Спочатку був учнем скульптора Бертольдо ді Джованні, потім живописця Доменіко Гірландайо. Згідно з повідомленням Джорджо Вазарі, Буджардіні в 1508 році асистував Мікеланджело, коли той працював над розписом стелі Сікстинської капели. В 1522 році написав портрет Мікеланджело.
- 1600 — Джордано Бруно, італійський філософ епохи Відродження, поет, представник пантеїзму.
- 1664 — Іван Богун, український військовий і державний діяч
- 1673 — Мольєр, французький письменник, помер у Парижі на сцені під час вистави.
- 1680 — Ян Сваммердам, нідерландський натураліст.
- 1796 — Джеймс Макферсон, шотландський поет, містифікатор.
- 1827 — Йоганн Песталоцці, швейцарський педагог
- 1856 — Генріх Гейне, німецький поет, публіцист і критик.
- 1865 — Джордж Філліпс Бонд, американський астроном
- 1891 — Теофіл ван Гансен, австрійський архітектор данського походження, відомий своїми неокласичними проєктами у Відні та Афінах.
- 1909 — Джеронімо, військовий ватажок індіанців-апачів.
- 1919 — Вільфред Лор'є, видатний прем'єр-міністр Канади.
- 1934 — Альберт I, король Бельґії з династії Заксен-Кобурґ-Ґота
- 1938 — Григорій Холодний, український вчений, жертва більшовицького терору, розстріляний на Соловках
- 1970 — Андрій Малишко, український поет, перекладач, літературний критик
- 1982 — Лі Страсберг, американський режисер, актор і продюсер
- 1982 — Телоніус Монк, американський джазмен
- 1996 — Ерве Базен, французький письменник
- 1997 — Ама Селассіє I, останній правлячий монарх Ефіопії